# 열두 여인
"열두 여인"은 1971년 공개된 대한민국의 영화이다.

## 배역
- 최무룡
- 윤정희
- 남궁원
- 최봉
- 김순철
- 도금봉
- 남미리
- 방인자
- 오경아
- 윤희
- 송미남
- 전숙
- 임예심
- 강인봉
- 최일
- 임생출